# جوار (رياضيات)

المجموعة V في المستوي هي جوار للنقطة p إذا وجد قرص صغير يحيط بالنقطة p ومحتوى بكامله في V.

المستطيل لا يعتبر جوار لأي من زواياه.

في الطوبولوجيا، الجوار هو واحد من أبسط مفاهيم الفضاء الطوبولوجي. حيث يعرف جوار نقطة على أنه المجموعة التي تحتوي النقطة بحيث أن النقطة تكون محاطة دون الخروج خارج المجموعة. ومن الممكن وجود أكثر من جوار للنقطه الواحدة، وعائلة كل جوارات النقطة تسمى نظام الجوار لهذه النقطة.
مفهوم الجوار يقارب جداً مفهوما المجموعة المفتوحة والداخل.